# Nana Mizuki Live MuseumxUniverse
NANA MIZUKI LIVE MUSEUM×UNIVERSE – piąte DVD koncertowe japońskiej piosenkarki Nany Mizuki, wydane 6 czerwca 2007. Nagrania z pierwszego i drugiego dysku pochodzą z koncertu NANA MIZUKI LIVE MUSEUM, który odbył się 12 lutego 2007 r. w Yokohama Arena. Nagrania z trzeciego i czwartego dysku pochodzą z jej letniego koncerty NANA MIZUKI LIVE UNIVERSE 2006 〜summer〜, który odbył się 29 lipca 2006 r. w Hibiya Open-Air Concert Hall. Album osiągnął 5 pozycję w rankingu Oricon.

## Lista utworów

### DISC-1
| Nr  | Tytuł                                                                           |
| --- | ------------------------------------------------------------------------------- |
| 1.  | "OPENING"                                                                       |
| 2.  | "Tears' Night"                                                                  |
| 3.  | "TRANSMIGRATION 2007"                                                           |
| 4.  | "MC 1"                                                                          |
| 5.  | "Panorama -Panorama-" (jap. パノラマ-Panorama-)                                 |
| 6.  | "Nocturne -revision-"                                                           |
| 7.  | "Miracle☆Flight" (jap. ミラクル☆フライト)                                       |
| 8.  | "Violetta"                                                                      |
| 9.  | "still in the groove"                                                           |
| 10. | "Soredemo kimi o omoidesu kara -again-" (jap. それでも君を想い出すから -again-) |
| 11. | "MC2"                                                                           |
| 12. | "Hikari" (jap. 光)                                                              |
| 13. | "Suichū no aozora" (jap. 水中の青空)                                            |
| 14. | "Justice to Believe" (MUSEUM STYLE)                                             |
| 15. | "ETERNAL BLAZE"                                                                 |
| 16. | "SUPER GENERATION"                                                              |
| 17. | "Aoi Iro" (jap. アオイイロ)                                                     |
| 18. | "Anone ~mamimume☆mogacho~" (jap. アノネ 〜まみむめ☆もがちょ〜)                  |
| 19. | "POWER GATE"                                                                    |

### DISC-2
| Nr                                                    | Tytuł                                                    |
| ----------------------------------------------------- | -------------------------------------------------------- |
| 1.                                                    | "Heaven Knows"                                           |
| 2.                                                    | "MC3"                                                    |
| 3.                                                    | "Crystal Letter"                                         |
| 4.                                                    | "SECRET AMBITION"                                        |
| 5.                                                    | "suddenly ~Meguriaete~" (jap. suddenly 〜巡り合えて〜)   |
| 6.                                                    | "The place of happiness"                                 |
| 7.                                                    | "WILD EYES"                                              |
| 8.                                                    | "MC4"                                                    |
| 9.                                                    | "Hitotsu dake chikaeru nara" (jap. ひとつだけ誓えるなら) |
| 10.                                                   | "Zankō no Gaia" (jap. 残光のガイア)                      |
| 11.                                                   | "MC5"                                                    |
| 12.                                                   | "New Sensation"                                          |
| 13.                                                   | "PROTECTION"                                             |
| 14.                                                   | "MC6"                                                    |
| 15.                                                   | "Omoi" (jap. 想い)                                       |
| 16.                                                   | "end roll"                                               |
| * SPECIAL FEATURE：LIVE MUSEUM オーディオコメンタリー |                                                          |

### DISC-3
| Nr                                                                     | Tytuł                                                    |
| ---------------------------------------------------------------------- | -------------------------------------------------------- |
| 1.                                                                     | "Take a shot"                                            |
| 2.                                                                     | "What cheer?"                                            |
| 3.                                                                     | "Late Summer Tale"                                       |
| 4.                                                                     | "MC1"                                                    |
| 5.                                                                     | "Futari no Memory" (jap. 二人のMemory)                   |
| 6.                                                                     | "NAKED FEELS"                                            |
| 7.                                                                     | "You have a dream"                                       |
| 8.                                                                     | "MC2"                                                    |
| 9.                                                                     | "NANA iro no yō ni" (jap. NANA色のように)                |
| 10.                                                                    | "Love Trippin'"                                          |
| 11.                                                                    | "Zankō no Gaia" (jap. 残光のガイア)                      |
| 12.                                                                    | "Replay Machine -custom-" (jap. リプレイマシン -custom-) |
| 13.                                                                    | "ETERNAL BLAZE"                                          |
| 14.                                                                    | "MC3"                                                    |
| Kōga ninpōchō (Onmyōza no cover) (jap. 甲賀忍法帖（陰陽座のカヴァー）) |                                                          |

### DISC-4
| Nr                           | Tytuł                                                             |
| ---------------------------- | ----------------------------------------------------------------- |
| 1.                           | "MC4"                                                             |
| 2.                           | "PRIMAL AFFECTION"                                                |
| 3.                           | "Faith"                                                           |
| 4.                           | "Inside of mind"                                                  |
| 5.                           | "MC5"                                                             |
| 6.                           | "SUPER GENERATION"                                                |
| 7.                           | "POWER GATE"                                                      |
| 8.                           | "Miracle☆Flight" (jap. ミラクル☆フライト)                         |
| 9.                           | "MC6"                                                             |
| 6.                           | "Hoshizora to tsuki to hanabi no shita" (jap. 星空と月と花火の下) |
| 7.                           | "innocent starter"                                                |
| 8.                           | "MC7"                                                             |
| 9.                           | "RUSH＆DASH!"                                                     |
| * LIVE UNIVERSE MAKING MOVIE |                                                                   |
| * LIVE MUSEUM MAKING MOVIE   |                                                                   |